# Serie B 2019–20
Serie B 2019–20 (còn được gọi là Serie BKT vì lý do tài trợ) là mùa giải thứ 88 của Serie B kể từ khi thành lập năm 1929. Thể thức 20 đội quay trở lại sau 16 năm, kể từ mùa giải 2002–03. Giải đấu dự định được tổ chức từ 23 tháng 8 năm 2019 đến 14 tháng 5 năm 2020, tuy nhiên vào ngày 9 tháng 3 năm 2020, chính phủ Ý đã hoãn giải đấu đến ngày 3 tháng 4 năm 2020 vì đại dịch COVID-19 tại Ý. Sau đó Serie B đã không trở lại như dự định vào ngày này. Vào ngày 18 tháng 5, bóng đá Ý được thông báo sẽ trở lại đến ngày 14 June. Ngày 28 tháng 5, Serie B lại được thông báo sẽ bắt đầu lại vào ngày 20 tháng 6.

## Thay đổi danh sách đội tham dự
Mùa giải này sẽ có 20 đội trở lại, so với mùa trước chỉ có 19 đội.
| Thăng hạng từ Serie C - Virtus Entella (Vô địch Bảng A) - Pordenone (Vô địch Bảng B) - Juve Stabia (Vô địch Bảng C) - Pisa (Thắng play-off) - Trapani (Thắng play-off) Xuống hạng từ Serie A - Empoli - Frosinone - ChievoVerona |

Trong 5 đội thăng hạng, Pordenone là đội lần đầu được tham dự Serie B. Empoli và Frosinone trở lại Serie B chỉ sau 1 mùa ở Serie A.
Palermo bị loại khỏi Serie B do vi phạm tài chính. Điều này được xác nhận vào ngày 12 tháng 7 năm 2019, Venezia được giữ lại Serie A mặc dù thua play-off trụ hạng (kết quả trận đấu play-off này bị hủy bỏ).

### Sân vận động và địa điểm
| Đội            | Thành phố                        | Sân vận động                           | Sức chứa | Vị trí mùa 2018–19                  |
| -------------- | -------------------------------- | -------------------------------------- | -------- | ----------------------------------- |
| Ascoli         | Ascoli Piceno                    | Stadio Cino e Lillo Del Duca           | 12.461   | Thứ 13 tại Serie B                  |
| Benevento      | Benevento                        | Stadio Ciro Vigorito                   | 16.867   | Thứ 3 tại Serie B                   |
| Chievo         | Verona                           | Sân vận động Marc'Antonio Bentegodi    | 31.045   | Thứ 20 tại Serie A                  |
| Cittadella     | Cittadella (Padua)               | Stadio Pier Cesare Tombolato           | 7.623    | Thứ 7 tại Serie B                   |
| Cosenza        | Cosenza                          | Stadio San Vito-Gigi Marulla           | 24.209   | Thứ 10 tại Serie B                  |
| Cremonese      | Cremona                          | Stadio Giovanni Zini                   | 20.641   | Thứ 9 tại Serie B                   |
| Crotone        | Crotone                          | Stadio Ezio Scida                      | 16.640   | Thứ 12 tại Serie B                  |
| Empoli         | Empoli (Florence)                | Stadio Carlo Castellani                | 16.284   | 18 tại Serie A                      |
| Frosinone      | Frosinone                        | Stadio Benito Stirpe                   | 16.227   | 19 tại Serie A                      |
| Juve Stabia    | Castellammare di Stabia (Naples) | Romeo Menti                            | 13.000   | Vô địch Serie C/C                   |
| Livorno        | Livorno                          | Stadio Armando Picchi                  | 14.267   | Thứ 14 tại Serie B                  |
| Perugia        | Perugia                          | Stadio Renato Curi                     | 23.625   | Thứ 8 tại Serie B                   |
| Pescara        | Pescara                          | Stadio Adriatico – Giovanni Cornacchia | 20.515   | Thứ 4 tại Serie B                   |
| Pisa           | Pisa                             | Arena Garibaldi – Romeo Anconetani     | 10.000   | Thứ 3 tại Serie C/A, thắng play-off |
| Pordenone      | Pordenone                        | Dacia Arena (Udine)                    | 25.132   | Vô địch Serie C/B                   |
| Salernitana    | Salerno                          | Stadio Arechi                          | 37.180   | Thứ 16 tại Serie B                  |
| Spezia         | La Spezia                        | Stadio Alberto Picco                   | 10.336   | Thứ 6 tại Serie B                   |
| Trapani        | Trapani                          | Polisportivo Provinciale (Erice)       | 7.787    | Thứ 2 tại Serie C/C, thắng play-off |
| Venezia        | Venice                           | Stadio Pierluigi Penzo                 | 7.371    | Thứ 15 tại Serie B                  |
| Virtus Entella | Chiavari (Genoa)                 | Comunale Aldo Gastaldi                 | 5.535    | Vô địch Serie C/A                   |

### Số đội theo vùng
| Số đội | Vùng                  | Danh sách đội                         |
| ------ | --------------------- | ------------------------------------- |
| 3      | Campania              | Benevento, Juve Stabia và Salernitana |
| 3      | Tuscany               | Empoli, Livorno và Pisa               |
| 3      | Veneto                | Chievo, Cittadella và Venezia         |
| 2      | Calabria              | Cosenza và Crotone                    |
| 2      | Liguria               | Spezia và Virtus Entella              |
| 1      | Abruzzo               | Pescara                               |
| 1      | Friuli-Venezia Giulia | Pordenone                             |
| 1      | Lazio                 | Frosinone                             |
| 1      | Lombardy              | Cremonese                             |
| 1      | Marche                | Ascoli                                |
| 1      | Sicily                | Trapani                               |
| 1      | Umbria                | Perugia                               |

### Nhân sự và trang phục
| Đội            | Chủ tịch                       | Huấn luyện viên    | Trang phục     | Tài trợ                                        |
| -------------- | ------------------------------ | ------------------ | -------------- | ---------------------------------------------- |
| Ascoli         | Giuliano Tosti                 | Paolo Zanetti      | Nike           | Moretti Design, Air Fire                       |
| Benevento      | Oreste Vigorito                | Filippo Inzaghi    | Kappa          | IVCP, Rillo Costruzioni                        |
| Chievo         | Luca Campedelli                | Michele Marcolini  | Givova         | Coati, Mulish                                  |
| Cittadella     | Andrea Gabrielli               | Roberto Venturato  | Mizuno         | Ocsa, Gabrielli                                |
| Cosenza        | Eugenio Guarascio              | Piero Braglia      | Legea          | 4.0, Volkswagen                                |
| Cremonese      | Paolo Rossi                    | Massimo Rastelli   | Garman         | Arinox                                         |
| Crotone        | Gianni Vrenna                  | Giovanni Stroppa   | Zeus           | Envì Group, MetalCarpenteria                   |
| Empoli         | Fabrizio Corsi                 | Cristian Bucchi    | Kappa          | Sammontana, Igloo                              |
| Frosinone      | Maurizio Stirpe                | Alessandro Nesta   | Zeus           | Banca Popolare del Frusinate, Confetti Maxtris |
| Juve Stabia    | Francesco Manniello            | Fabio Caserta      | Givova         | Marigo                                         |
| Livorno        | Aldo Spinelli                  | Roberto Breda      | Legea          | Gruppo Spinelli, Toremar                       |
| Perugia        | Massimiliano Santopadre        | Massimo Oddo       | Frankie Garage | Piccini, Vitakraft                             |
| Pescara        | Daniele Sebastiani             | Luciano Zauri      | Erreà          | Sarni, Liofilchem                              |
| Pisa           | Giuseppe Corrado               | Luca D'Angelo      | Adidas         | Tirrenica Mobilità, Pisa Top Team              |
| Pordenone      | Mauro Lovisa                   | Attilio Tesser     | Joma           | Assiteca, Birra Castello                       |
| Salernitana    | Marco Mezzaroma Claudio Lotito | Gian Piero Ventura | Zeus           |                                                |
| Spezia         | Andrea Corradino               | Vincenzo Italiano  | Acerbis        | CA Carispezia                                  |
| Trapani        | Giorgio Heller                 | Francesco Baldini  | Joma           | Liberty Lines, Tonno Auriga                    |
| Venezia        | Joe Tacopina                   | Alessio Dionisi    | Nike           |                                                |
| Virtus Entella | Antonio Gozzi                  | Roberto Boscaglia  | Adidas         | Duferco Energia, Kia Gecar                     |

### Thay đổi huấn luyện viên
| Đội         | Huấn luyện viên đi  | Lý do                 | Ngày rời đội        | Vị trí trên BXH       | Thay thể bởi       | Ngày bổ nhiệm       |
| ----------- | ------------------- | --------------------- | ------------------- | --------------------- | ------------------ | ------------------- |
| Perugia     | Alessandro Nesta    | Chuyển sang Frosinone | 21 tháng 5 năm 2019 | Vị trí cuối mùa trước | Massimo Oddo       | 7 tháng 6 năm 2019  |
| Pescara     | Giuseppe Pillon     | Từ chức               | 26 tháng 5 năm 2019 | Vị trí cuối mùa trước | Luciano Zauri      | 5 tháng 6 năm 2019  |
| Spezia      | Pasquale Marino     | Đồng thuận            | 30 tháng 5 năm 2019 | Vị trí cuối mùa trước | Vincenzo Italiano  | 19 tháng 6 năm 2019 |
| Chievo      | Domenico Di Carlo   | Chuyển sang Vicenza   | 1 tháng 6 năm 2019  | Vị trí cuối mùa trước | Michele Marcolini  | 4 tháng 7 năm 2019  |
| Frosinone   | Marco Baroni        | Đồng thuận            | 2 tháng 6 năm 2019  | Vị trí cuối mùa trước | Alessandro Nesta   | 17 tháng 6 năm 2019 |
| Ascoli      | Vincenzo Vivarini   | Bị sa thải            | 5 tháng 6 năm 2019  | Vị trí cuối mùa trước | Paolo Zanetti      | 7 tháng 6 năm 2019  |
| Empoli      | Aurelio Andreazzoli | Chuyển sang Genoa     | 13 tháng 6 năm 2019 | Vị trí cuối mùa trước | Cristian Bucchi    | 18 tháng 6 năm 2019 |
| Benevento   | Cristian Bucchi     | Chuyển sang Empoli    | 18 tháng 6 năm 2019 | Vị trí cuối mùa trước | Filippo Inzaghi    | 22 tháng 6 năm 2019 |
| Trapani     | Vincenzo Italiano   | Chuyển sang Spezia    | 19 tháng 6 năm 2019 | Vị trí cuối mùa trước | Francesco Baldini  | 11 tháng 7 năm 2019 |
| Salernitana | Leonardo Menichini  | Bị sa thải            | 30 tháng 6 năm 2019 | Vị trí cuối mùa trước | Gian Piero Ventura | 30 tháng 6 năm 2019 |
| Venezia     | Serse Cosmi         | Hết hạn hợp đồng      | 30 tháng 6 năm 2019 | Vị trí cuối mùa trước | Alessio Dionisi    | 3 tháng 7 năm 2019  |

## Bảng xếp hạng
| VT | Đội              | ST | T  | H  | B  | BT | BB | HS  | Đ  | Thăng hạng, giành quyền tham dự hoặc xuống hạng |
| -- | ---------------- | -- | -- | -- | -- | -- | -- | --- | -- | ----------------------------------------------- |
| 1  | Benevento (C, P) | 38 | 26 | 8  | 4  | 67 | 27 | +40 | 86 | Thăng hạng đến Serie A                          |
| 2  | Crotone (P)      | 38 | 20 | 8  | 10 | 63 | 40 | +23 | 68 | Thăng hạng đến Serie A                          |
| 3  | Spezia (O, P)    | 38 | 17 | 10 | 11 | 54 | 40 | +14 | 61 | Vào vòng play-off thăng hạng                    |
| 4  | Pordenone        | 38 | 16 | 10 | 12 | 48 | 46 | +2  | 58 | Vào vòng play-off thăng hạng                    |
| 5  | Cittadella       | 38 | 17 | 7  | 14 | 49 | 49 | 0   | 58 |                                                 |
| 6  | Chievo           | 38 | 14 | 14 | 10 | 48 | 38 | +10 | 56 |                                                 |
| 7  | Empoli           | 38 | 14 | 12 | 12 | 47 | 48 | −1  | 54 |                                                 |
| 8  | Frosinone        | 38 | 14 | 12 | 12 | 41 | 38 | +3  | 54 |                                                 |
| 9  | Pisa             | 38 | 14 | 12 | 12 | 49 | 45 | +4  | 54 |                                                 |
| 10 | Salernitana      | 38 | 14 | 10 | 14 | 53 | 50 | +3  | 52 |                                                 |
| 11 | Venezia          | 38 | 12 | 14 | 12 | 37 | 40 | −3  | 50 |                                                 |
| 12 | Cremonese        | 38 | 12 | 13 | 13 | 42 | 43 | −1  | 49 |                                                 |
| 13 | Virtus Entella   | 38 | 12 | 12 | 14 | 46 | 50 | −4  | 48 |                                                 |
| 14 | Ascoli           | 38 | 13 | 7  | 18 | 50 | 58 | −8  | 46 |                                                 |
| 15 | Cosenza          | 38 | 12 | 10 | 16 | 50 | 49 | +1  | 46 |                                                 |
| 16 | Perugia (R)      | 38 | 12 | 9  | 17 | 38 | 49 | −11 | 45 | Vào vòng play-out xuống hạng                    |
| 17 | Pescara (O)      | 38 | 12 | 9  | 17 | 48 | 55 | −7  | 45 | Vào vòng play-out xuống hạng                    |
| 18 | Trapani (R)      | 38 | 11 | 13 | 14 | 48 | 60 | −12 | 44 | Xuống hạng đến Serie C                          |
| 19 | Juve Stabia (R)  | 38 | 11 | 8  | 19 | 47 | 63 | −16 | 41 | Xuống hạng đến Serie C                          |
| 20 | Livorno (R)      | 38 | 5  | 6  | 27 | 30 | 67 | −37 | 21 | Xuống hạng đến Serie C                          |

1. ↑  Nếu đội xếp thứ 3 có nhiều hơn 15 điểm hoặc hơn so với đội xếp thứ 4, đội thứ 3 sẽ được thăng hạng lên Serie A mà không phải đá play-off.
2. 1 2  Pordenone thắng Cittadella ở kết quả đối đầu: Pordenone 0–0 Cittadella, Cittadella 0–2 Pordenone.
3. 1 2 3  Kết quả đối đầu: Empoli 9, Frosinone 5, Pisa 2.
4. 1 2  Ascoli thắng Cosenza ở kết quả đối đầu: Ascoli 3–2 Cosenza, Cosenza 0–1 Ascoli.
5. 1 2  Perugia thắng Pescara ở kết quả đối đầu: Perugia 3–1 Pescara, Pescara 2–2 Perugia.
6. ↑  Nếu đội xếp thứ 16 có nhiều hơn 5 điểm hoặc hơn so với đội xếp thứ 17, đội xếp thứ 16 sẽ được ở lại Serie C mà không phải đá play-off.
7. ↑  Bị phạt trừ 2 điểm.

### Xếp hạng theo vòng đấu
Các trận bị hoãn trong tuần không được đưa vào bảng xếp hạng, và được thêm ngay vào vòng sau khi đội thi đấu.
| Đội ╲ Vòng     | 1      | 2  | 3  | 4  | 5  | 6  | 7  | 8  | 9  | 10 | 11 | 12 | 13 | 14 | 15 | 16 | 17 | 18 | 19 | 20 | 21 | 22 | 23 | 24 | 25 | 26 | 27 | 28 | 29 | 30 | 31 | 32 | 33 | 34 | 35 | 36 | 37 | 38 |    |
| -------------- | ------ | -- | -- | -- | -- | -- | -- | -- | -- | -- | -- | -- | -- | -- | -- | -- | -- | -- | -- | -- | -- | -- | -- | -- | -- | -- | -- | -- | -- | -- | -- | -- | -- | -- | -- | -- | -- | -- | -- |
| Đội ╲ Vòng     | Ascoli | 3  | 10 | 5  | 3  | 1  | 3  | 6  | 7  | 4  | 5  | 7  | 9  | 7  | 6  | 9  | 6  | 9  | 5  | 7  | 9  | 13 | 12 | 12 | 14 | 14 | 16 | 15 | 16 | 17 | 17 | 17 | 16 | 16 | 13 | 12 | 13 | 14 | 14 |
| Benevento      | 1      | 4  | 2  | 1  | 2  | 4  | 1  | 1  | 2  | 1  | 1  | 1  | 1  | 1  | 1  | 1  | 1  | 1  | 1  | 1  | 1  | 1  | 1  | 1  | 1  | 1  | 1  | 1  | 1  | 1  | 1  | 1  | 1  | 1  | 1  | 1  | 1  | 1  |    |
| Chievo         | 13     | 15 | 11 | 11 | 13 | 13 | 10 | 6  | 7  | 3  | 4  | 7  | 4  | 7  | 4  | 7  | 7  | 11 | 11 | 6  | 7  | 11 | 11 | 9  | 7  | 8  | 9  | 8  | 8  | 8  | 7  | 8  | 8  | 9  | 10 | 10 | 7  | 6  |    |
| Cittadella     | 19     | 20 | 16 | 17 | 14 | 10 | 7  | 10 | 9  | 7  | 9  | 3  | 5  | 4  | 3  | 5  | 5  | 3  | 5  | 5  | 9  | 6  | 8  | 6  | 6  | 5  | 5  | 6  | 6  | 4  | 3  | 4  | 5  | 5  | 6  | 6  | 5  | 5  |    |
| Cosenza        | 10     | 16 | 17 | 18 | 18 | 19 | 16 | 16 | 17 | 18 | 17 | 16 | 18 | 18 | 17 | 18 | 18 | 17 | 18 | 18 | 18 | 18 | 18 | 18 | 18 | 18 | 18 | 19 | 18 | 18 | 18 | 19 | 19 | 19 | 18 | 18 | 17 | 15 |    |
| Cremonese      | 5      | 12 | 14 | 10 | 12 | 8  | 12 | 12 | 13 | 15 | 16 | 15 | 15 | 15 | 16 | 15 | 15 | 15 | 17 | 17 | 17 | 17 | 17 | 17 | 17 | 17 | 17 | 15 | 15 | 16 | 16 | 15 | 13 | 12 | 13 | 14 | 12 | 12 |    |
| Crotone        | 11     | 7  | 10 | 12 | 8  | 5  | 2  | 2  | 1  | 2  | 3  | 2  | 3  | 2  | 7  | 10 | 6  | 4  | 3  | 3  | 3  | 3  | 2  | 4  | 4  | 3  | 3  | 2  | 2  | 2  | 2  | 2  | 2  | 2  | 2  | 2  | 2  | 2  |    |
| Empoli         | 6      | 6  | 9  | 7  | 4  | 1  | 3  | 3  | 3  | 4  | 8  | 10 | 9  | 13 | 11 | 13 | 13 | 13 | 15 | 16 | 16 | 16 | 14 | 10 | 9  | 9  | 8  | 9  | 9  | 10 | 10 | 10 | 7  | 8  | 9  | 7  | 10 | 7  |    |
| Frosinone      | 20     | 14 | 15 | 15 | 17 | 15 | 15 | 15 | 16 | 13 | 12 | 11 | 13 | 10 | 5  | 3  | 3  | 7  | 6  | 8  | 5  | 4  | 4  | 3  | 2  | 2  | 2  | 3  | 3  | 5  | 6  | 5  | 6  | 6  | 5  | 5  | 8  | 8  |    |
| Juve Stabia    | 14     | 18 | 18 | 19 | 20 | 20 | 20 | 18 | 19 | 17 | 19 | 18 | 17 | 17 | 18 | 17 | 16 | 16 | 14 | 11 | 12 | 14 | 15 | 13 | 13 | 14 | 14 | 13 | 14 | 15 | 15 | 17 | 17 | 17 | 17 | 17 | 18 | 19 |    |
| Livorno        | 16     | 17 | 19 | 16 | 16 | 17 | 17 | 20 | 18 | 19 | 18 | 19 | 19 | 20 | 20 | 20 | 20 | 20 | 20 | 20 | 20 | 20 | 20 | 20 | 20 | 20 | 20 | 20 | 20 | 20 | 20 | 20 | 20 | 20 | 20 | 20 | 20 | 20 |    |
| Perugia        | 7      | 2  | 4  | 6  | 3  | 6  | 5  | 5  | 6  | 6  | 2  | 6  | 8  | 5  | 6  | 9  | 4  | 6  | 8  | 10 | 8  | 7  | 9  | 11 | 11 | 13 | 13 | 12 | 10 | 12 | 12 | 12 | 12 | 16 | 15 | 15 | 15 | 16 |    |
| Pescara        | 17     | 11 | 7  | 8  | 10 | 14 | 11 | 14 | 8  | 12 | 10 | 4  | 6  | 8  | 10 | 12 | 12 | 10 | 9  | 12 | 10 | 8  | 10 | 12 | 12 | 10 | 11 | 14 | 12 | 13 | 14 | 13 | 14 | 14 | 16 | 16 | 16 | 17 |    |
| Pisa           | 12     | 5  | 3  | 5  | 7  | 9  | 13 | 13 | 14 | 11 | 13 | 12 | 11 | 9  | 12 | 8  | 10 | 12 | 13 | 14 | 14 | 13 | 13 | 15 | 16 | 12 | 12 | 11 | 13 | 11 | 9  | 9  | 10 | 10 | 8  | 9  | 6  | 9  |    |
| Pordenone      | 9      | 9  | 6  | 9  | 9  | 11 | 8  | 11 | 10 | 8  | 5  | 5  | 2  | 3  | 2  | 2  | 2  | 2  | 2  | 2  | 2  | 2  | 6  | 7  | 8  | 7  | 7  | 4  | 5  | 6  | 5  | 3  | 3  | 4  | 4  | 4  | 4  | 4  |    |
| Salernitana    | 4      | 1  | 8  | 4  | 5  | 2  | 4  | 4  | 5  | 9  | 6  | 8  | 10 | 11 | 14 | 11 | 11 | 8  | 10 | 7  | 4  | 5  | 5  | 5  | 5  | 6  | 6  | 7  | 7  | 7  | 8  | 7  | 9  | 7  | 7  | 8  | 9  | 10 |    |
| Spezia         | 2      | 8  | 12 | 13 | 15 | 16 | 18 | 17 | 15 | 16 | 15 | 17 | 16 | 16 | 13 | 14 | 14 | 14 | 12 | 13 | 11 | 9  | 3  | 2  | 3  | 4  | 4  | 5  | 4  | 3  | 4  | 6  | 4  | 3  | 3  | 3  | 3  | 3  |    |
| Trapani        | 18     | 19 | 20 | 20 | 19 | 18 | 19 | 19 | 20 | 20 | 20 | 20 | 20 | 19 | 19 | 19 | 19 | 19 | 19 | 19 | 19 | 19 | 19 | 19 | 19 | 19 | 19 | 18 | 19 | 19 | 19 | 18 | 18 | 18 | 19 | 19 | 19 | 18 |    |
| Venezia        | 15     | 13 | 13 | 14 | 11 | 12 | 14 | 8  | 11 | 14 | 14 | 13 | 12 | 14 | 15 | 16 | 17 | 18 | 16 | 15 | 15 | 15 | 16 | 16 | 15 | 15 | 16 | 17 | 16 | 14 | 13 | 14 | 15 | 15 | 14 | 11 | 13 | 11 |    |
| Virtus Entella | 8      | 3  | 1  | 2  | 6  | 7  | 9  | 9  | 12 | 10 | 11 | 14 | 14 | 12 | 8  | 4  | 8  | 9  | 4  | 4  | 6  | 10 | 7  | 8  | 10 | 11 | 10 | 10 | 11 | 9  | 11 | 11 | 11 | 11 | 11 | 12 | 11 | 13 |    |

### Kết quả theo vòng đấu
| Nhà \ Khách    | ASC | BEN | CHI | CIT | COS | CRE | CRO | EMP | FRO | JUV | LIV | PER | PES | PIS | POR | SAL | SPE | TRA | VEN | ENT |
| -------------- | --- | --- | --- | --- | --- | --- | --- | --- | --- | --- | --- | --- | --- | --- | --- | --- | --- | --- | --- | --- |
| Ascoli         | —   | 2–4 | 1–1 | 1–0 | 3–2 | 1–3 | 1–1 | 1–0 | 0–1 | 2–2 | 2–0 | 0–1 | 0–2 | 1–0 | 2–2 | 3–2 | 3–0 | 3–1 | 1–1 | 2–1 |
| Benevento      | 4–0 | —   | 0–1 | 4–1 | 1–0 | 2–0 | 2–0 | 2–0 | 1–0 | 1–0 | 3–1 | 1–0 | 4–0 | 1–1 | 2–1 | 1–1 | 3–1 | 5–0 | 1–1 | 1–1 |
| Chievo         | 2–0 | 1–2 | —   | 4–1 | 2–0 | 1–0 | 2–1 | 1–1 | 2–0 | 2–3 | 0–1 | 2–0 | 1–0 | 2–2 | 1–1 | 2–0 | 1–3 | 1–1 | 0–1 | 2–1 |
| Cittadella     | 1–2 | 1–2 | 1–1 | —   | 1–3 | 0–0 | 1–3 | 1–2 | 0–0 | 3–0 | 1–0 | 2–0 | 2–1 | 1–1 | 0–2 | 4–3 | 0–3 | 2–0 | 1–0 | 1–3 |
| Cosenza        | 0–1 | 0–1 | 1–1 | 1–2 | —   | 2–0 | 0–1 | 1–0 | 0–2 | 3–1 | 1–1 | 2–1 | 1–2 | 2–1 | 1–2 | 0–1 | 1–1 | 2–2 | 1–1 | 2–1 |
| Cremonese      | 1–0 | 0–1 | 1–0 | 0–2 | 0–2 | —   | 2–1 | 2–3 | 1–1 | 1–1 | 0–0 | 2–1 | 1–0 | 3–4 | 2–2 | 1–0 | 0–0 | 5–0 | 0–0 | 0–1 |
| Crotone        | 3–1 | 3–0 | 1–1 | 1–1 | 0–0 | 1–0 | —   | 0–0 | 1–0 | 2–0 | 2–1 | 2–3 | 4–1 | 1–0 | 1–0 | 1–1 | 1–2 | 3–0 | 3–2 | 3–1 |
| Empoli         | 2–1 | 0–0 | 1–1 | 1–0 | 1–5 | 1–1 | 3–1 | —   | 2–0 | 2–1 | 1–1 | 3–0 | 1–2 | 2–1 | 0–1 | 1–1 | 1–1 | 1–1 | 1–1 | 2–4 |
| Frosinone      | 2–1 | 2–3 | 2–0 | 0–2 | 1–1 | 0–2 | 1–2 | 4–0 | —   | 2–2 | 1–0 | 1–0 | 2–0 | 1–1 | 2–2 | 1–0 | 2–1 | 3–0 | 1–1 | 1–0 |
| Juve Stabia    | 1–5 | 1–1 | 3–2 | 0–1 | 1–0 | 1–2 | 3–2 | 1–0 | 0–2 | —   | 2–3 | 1–2 | 2–1 | 0–2 | 4–2 | 2–0 | 3–1 | 2–2 | 2–0 | 1–1 |
| Livorno        | 0–3 | 0–2 | 3–4 | 0–2 | 0–3 | 1–2 | 1–5 | 0–2 | 2–2 | 2–1 | —   | 0–1 | 0–2 | 1–0 | 2–1 | 2–3 | 0–1 | 1–2 | 0–2 | 4–4 |
| Perugia        | 1–1 | 1–2 | 2–1 | 0–2 | 2–2 | 0–0 | 0–0 | 0–1 | 3–1 | 0–0 | 1–0 | —   | 3–1 | 1–0 | 1–2 | 1–0 | 0–3 | 1–2 | 0–1 | 2–0 |
| Pescara        | 2–1 | 4–0 | 0–0 | 1–2 | 2–1 | 1–1 | 0–3 | 1–1 | 1–1 | 3–1 | 1–0 | 2–2 | —   | 3–0 | 4–2 | 1–2 | 1–2 | 1–1 | 2–2 | 1–1 |
| Pisa           | 1–0 | 0–0 | 1–1 | 2–0 | 1–3 | 4–1 | 1–1 | 2–3 | 0–0 | 1–1 | 1–0 | 1–0 | 2–1 | —   | 2–0 | 2–1 | 3–2 | 3–2 | 1–2 | 0–2 |
| Pordenone      | 2–1 | 1–1 | 0–1 | 0–0 | 1–2 | 1–0 | 1–0 | 2–0 | 3–0 | 2–1 | 2–2 | 3–0 | 0–2 | 1–0 | —   | 1–1 | 1–0 | 2–1 | 0–0 | 2–0 |
| Salernitana    | 1–1 | 0–2 | 1–1 | 4–1 | 2–1 | 3–3 | 3–2 | 2–4 | 1–1 | 2–1 | 1–0 | 1–1 | 3–1 | 1–1 | 4–0 | —   | 1–2 | 1–0 | 2–0 | 2–1 |
| Spezia         | 3–1 | 0–1 | 0–0 | 1–1 | 5–1 | 3–2 | 1–2 | 1–0 | 2–0 | 2–0 | 2–0 | 2–2 | 2–0 | 1–2 | 1–0 | 2–1 | —   | 2–4 | 0–1 | 0–0 |
| Trapani        | 3–1 | 2–0 | 1–0 | 0–3 | 2–2 | 0–0 | 2–0 | 2–2 | 0–0 | 1–2 | 2–1 | 2–2 | 1–0 | 1–3 | 3–0 | 0–1 | 1–1 | —   | 0–1 | 4–1 |
| Venezia        | 2–1 | 0–2 | 0–2 | 1–2 | 1–1 | 1–2 | 1–3 | 0–2 | 0–1 | 1–0 | 1–0 | 3–1 | 1–1 | 1–1 | 1–2 | 1–0 | 0–0 | 1–1 | —   | 2–2 |
| Virtus Entella | 3–0 | 0–4 | 1–1 | 2–3 | 1–0 | 1–1 | 1–2 | 2–0 | 1–0 | 2–0 | 1–0 | 0–2 | 2–0 | 1–1 | 1–1 | 1–0 | 0–0 | 1–1 | 0–2 | —   |

## Play-off thăng hạng
Sáu đội sẽ thi đấu play-off tùy vào khác biệt điểm số giữa đội xếp thứ 3 và 4. Play-off bắt đầu bằng một vòng sơ loại giữa các đội xếp thứ 5 đến 8, tại sân nhà của đội xếp cao hơn. 2 đội thắng vòng sơ loại sẽ đấu với đội xếp thứ 3 và 4 tại 2 lượt bán kết. 2 đội thắng tại bán kết sẽ đấu 2 lượt chung kết để xác định đội thăng hạng Serie A. Đội xếp thứ hạng cao hơn được đá trận lượt về trên sân nhà.
|  | Preliminary round | Preliminary round  | Preliminary round |  |  | Semi-finals | Semi-finals | Semi-finals | Semi-finals | Semi-finals |  |  | Final | Final     | Final | Final | Final |
|  |                   |                    |                   |  |  |             |             |             |             |             |  |  |       |           |       |       |       |
|  |                   |                    |                   |  |  | 8           | Frosinone   | 0           | 2           | 2           |  |  |       |           |       |       |       |
|  | 5                 | Cittadella         | 2                 |  |  | 4           | Pordenone   | 1           | 0           | 1           |  |  |       |           |       |       |       |
|  | 8                 | Frosinone (s.h.p.) | 3                 |  |  |             |             |             |             |             |  |  | 8     | Frosinone | 0     | 1     | 1     |
|  |                   |                    |                   |  |  |             |             |             |             |             |  |  | 3     | Spezia    | 1     | 0     | 1     |
|  |                   |                    |                   |  |  | 6           | Chievo      | 2           | 1           | 3           |  |  |       |           |       |       |       |
|  | 6                 | Chievo (s.h.p.)    | 1                 |  |  | 3           | Spezia      | 0           | 3           | 3           |  |  |       |           |       |       |       |
|  | 7                 | Empoli             | 1                 |  |  |             |             |             |             |             |  |  |       |           |       |       |       |

### Vòng sơ loại
Ba đội chót bảng phải xuống chơi tại Serie C mùa sau. Hai đội xếp thứ 16 và 17 đấu 2 lượt play-out xuống hạng, trận lượt về diễn ra trên sân của đội xếp thứ 16.
| 4 tháng 8 năm 2020 | Chievo                      | 1–1 (s.h.p.) | Empoli                        | Verona                                                                           |  |
| 21:00 CEST (UTC+2) | - Ceter 95' - Garritano 97' | Chi tiết     | - Henderson 40' - Tutino 110' | Sân vận động: Marcantonio Bentegodi Lượng khán giả: 0 Trọng tài: Davide Ghersini |  |

| 5 tháng 8 năm 2020 | Cittadella                                                                                           | 2–3 (s.h.p.) | Frosinone                                                                   | Cittadella                                                                    |  |
| 21:00 CEST (UTC+2) | - Branca 37' - Diaw 5' (ph.đ.), 45+1' - Frare 53' - Benedetti 74' - Paleari 108' - Camigliano 120+1' | Chi tiết     | - Salvi 45+4' - Brighenti 50' - Dionisi 51', 116' - Haas 79' - Ciano 120+1' | Sân vận động: Pier Cesare Tombolato Lượng khán giả: 0 Trọng tài: Simone Sozza |  |

### Bán kết

#### Lượt đi
| 8 tháng 8 năm 2020 | Chievo                                             | 2–0      | Spezia                                                  | Verona                                                                        |  |
| 21:00 CEST (UTC+2) | - Đorđević 2' - Segre 9' · Rigione 21' - Obi 90+1' | Chi tiết | - Bartolomei 15' - Salva 47' - Ragusa 78' - Vignali 82' | Sân vận động: Marcantonio Bentegodi Lượng khán giả: 0 Trọng tài: Riccardo Ros |  |

| 9 tháng 8 năm 2020 | Frosinone   | 0–1      | Pordenone                                     | Frosinone                                                             |  |
| 21:00 CEST (UTC+2) | - Ciano 77' | Chi tiết | - Candellone 12' - Pobega 39' - Tremolada 82' | Sân vận động: Benito Stirpe Lượng khán giả: 0 Trọng tài: Luca Massimi |  |

#### Lượt về
| 11 tháng 8 năm 2020 | Spezia                                         | 3–1 (TTS 3–3) | Chievo                                             | La Spezia                                                                   |  |
| 21:00 CEST (UTC+2)  | - Galabinov 2' - Maggiore 18', 50' - Nzola 53' | Chi tiết      | - Dickmann 9' - Segre 59' - Leverbe 90'+3' (ph.đ.) | Sân vận động: Alberto Picco Lượng khán giả: 0 Trọng tài: Eugenio Abbattista |  |

| 12 tháng 8 năm 2020 | Pordenone                     | 0–2 (TTS 1–2) | Frosinone                              | Trieste                                                             |  |
| 21:00 CEST (UTC+2)  | - Camporese 39' - Bocalon 42' | Chi tiết      | - Ciano 7' - Novakovich 15' - Haas 44' | Sân vận động: Nereo Rocco Lượng khán giả: 0 Trọng tài: Manuel Volpi |  |

### Chung kết

#### Lượt đi
| 16 tháng 8 năm 2020 | Frosinone                      | 0–1      | Spezia                                               | Frosinone                                                                   |  |
| 21:15 CEST (UTC+2)  | - Dionisi 23' - Novakovich 83' | Chi tiết | - Gyasi 21', 73' - Terzi 33' - Ricci 68' - Erlic 79' | Sân vận động: Benito Stirpe Lượng khán giả: 0 Trọng tài: Francesco Fourneau |  |

#### Lượt về
| 20 tháng 8 năm 2020 | Spezia                                 | 0–1 (TTS 1–1) | Frosinone                                   | La Spezia                                                                |  |
| 21:15 CEST (UTC+2)  | - Maggiore 52' - Nzola 61' - Terzi 81' | Chi tiết      | - Rohdén 61' - Maiello 80' - Paganini 90+6' | Sân vận động: Alberto Picco Lượng khán giả: 0 Trọng tài: Gianluca Sacchi |  |

## Play-out xuống hạng
Đội xếp thứ hạng cao hơn đá trận lượt về trên sân nhà. Nếu hòa sau 2 lượt, sẽ thi đấu 2 hiệp phụ và sút luân lưu. Đội thua cuộc phải xuống hạng.
| Đội 1   | TTS         | Đội 2   | Lượt đi | Lượt về      |
| ------- | ----------- | ------- | ------- | ------------ |
| Pescara | 3–3 (4–2 p) | Perugia | 2–1     | 1–2 (s.h.p.) |

### Lượt đi
| 10 tháng 8 năm 2020 | Pescara                                            | 2–1      | Perugia                                   | Pescara                                                                                    |  |
| 21:00 CEST (UTC+2)  | - Galano 58' - Maniero 68' (ph.đ.) - Busellato 84' | Chi tiết | - Gyömbér 21' - Kouan 40' - Mazzocchi 59' | Sân vận động: Adriatico – Giovanni Cornacchia Lượng khán giả: 0 Trọng tài: Livio Marinelli |  |

### Lượt về
| 14 tháng 8 năm 2020                          | Perugia                                                                            | 2–1 (s.h.p.) (TTS 3–3) (2–4 p)                           | Pescara                                                                            | Perugia                                                                   |  |
| 21:00 CEST (UTC+2)                           | - Kouan 18' 29' - Gyömbér 23' - Melchiorri 40' 45+3' - Mazzocchi 41' - Carraro 74' | Chi tiết                                                 | - Pucciarelli 15' - Memushaj 45' - Maniero 62' - Clemenza 111' - Scognamiglio 118' | Sân vận động: Renato Curi Lượng khán giả: 0 Trọng tài: Gianluca Aureliano |  |
|                                              |                                                                                    | Loạt sút luân lưu                                        |                                                                                    |                                                                           |  |
| - Mazzocchi - Buonaiuto - Iemmello - Carraro |                                                                                    | - Busellato - Galano - Melegoni - Memushaj - Masciangelo |                                                                                    |                                                                           |  |

## Thống kê mùa giải
| Thứ hạng | Cầu thủ           | Câu lạc bộ  | Số bàn thắng |
| -------- | ----------------- | ----------- | ------------ |
| 1        | Simy              | Crotone     | 20           |
| 2        | Pietro Iemmello   | Perugia     | 19           |
| 3        | Francesco Forte   | Juve Stabia | 17           |
| 3        | Stefano Pettinari | Trapani     | 17           |
| 5        | Davide Diaw2      | Cittadella  | 15           |
| 5        | Michele Marconi   | Pisa        | 15           |
| 7        | Cristian Galano1  | Pescara     | 14           |
| 8        | Leonardo Mancuso  | Empoli      | 13           |
| 8        | Emmanuel Rivière  | Cosenza     | 13           |
| 8        | Marco Sau         | Benevento   | 13           |

| Thứ hạng | Cầu thủ           | Câu lạc bộ     | Số kiến tạo |
| -------- | ----------------- | -------------- | ----------- |
| 1        | Giacomo Calò      | Juve Stabia    | 13          |
| 2        | Paolo Bartolomei1 | Spezia         | 11          |
| 3        | Ledian Memushaj   | Pescara        | 9           |
| 4        | Oliver Kragl      | Benevento      | 8           |
| 5        | Tiago Casasola    | Cosenza        | 7           |
| 5        | Salvatore Molina  | Crotone        | 7           |
| 5        | Nikola Ninković   | Ascoli         | 7           |
| 8        | Jure Balkovec     | Empoli         | 6           |
| 8        | Salvatore Burrai1 | Pordenone      | 6           |
| 8        | Gaetano Letizia   | Benevento      | 6           |
| 8        | Giulio Maggiore1  | Spezia         | 6           |
| 8        | Gaetano Masucci   | Pisa           | 6           |
| 8        | Marco Sala        | Virtus Entella | 6           |

### Hat-trick
| Cầu thủ          | Câu lạc bộ | Đối thủ   | Result                                                       | Ngày                 |
| ---------------- | ---------- | --------- | ------------------------------------------------------------ | -------------------- |
| Camillo Ciano    | Frosinone  | Trapani   | 3–0 (H) Lưu trữ ngày 11 tháng 9 năm 2020 tại Wayback Machine | 30 tháng 10 năm 2019 |
| Nicolas Viola    | Benevento  | Trapani   | 5–0 (H) Lưu trữ ngày 11 tháng 9 năm 2020 tại Wayback Machine | 6 tháng 12 năm 2019  |
| Marco Sau        | Benevento  | Ascoli    | 4–0 (H) Lưu trữ ngày 11 tháng 9 năm 2020 tại Wayback Machine | 29 tháng 12 năm 2019 |
| Andrey Galabinov | Spezia     | Chievo    | 3–1 (A)                                                      | 26 tháng 6 năm 2020  |
| Simy             | Crotone    | Benevento | 3–0 (H)                                                      | 3 tháng 7 năm 2020   |

Ghi chú
(H) – Sân nhà (A) – Sân khách

### Giữ sạch lưới
| Thứ hạng | Thủ môn                   | Câu lạc bộ     | Số trận sạch lưới | Tuần                                           |
| -------- | ------------------------- | -------------- | ----------------- | ---------------------------------------------- |
| 1        | Lorenzo Montipò           | Benevento      | 18                | 1, 3, 7–8, 10–11, 13–17, 19, 23, 25, 28–31     |
| 2        | Francesco Bardi2          | Frosinone      | 17                | 8, 10–12, 14–16, 19, 21–26, 29                 |
| 3        | Alberto Paleari           | Cittadella     | 14                | 3, 6–7, 9–12, 22, 25–26, 29–31, 37             |
| 3        | Simone Scuffet1           | Spezia         | 14                | 9, 11, 13, 15–16, 18, 22–23, 27, 29, 34, 36–37 |
| 5        | Luca Lezzerini            | Venezia        | 12                | 2, 5, 8, 12, 16, 19–20, 22, 29, 31, 35–36      |
| 5        | Adrian Šemper1            | Chievo         | 12                | 3, 8, 11, 15, 20, 24–25, 28, 31, 37–38         |
| 7        | Nikita Contini Baranovsky | Virtus Entella | 11                | 1–3, 10, 14–16, 18, 23, 28, 37                 |
| 7        | Alex Cordaz               | Crotone        | 11                | 1, 3, 5–6, 19–20, 23, 27, 30, 32, 34           |
| 7        | Michele Di Gregorio1      | Pordenone      | 11                | 2, 7, 9, 13, 15, 19, 26, 28–29, 31             |
| 10       | Nicola Ravaglia           | Cremonese      | 10                | 5–6, 20, 24, 26, 28, 32, 34–36                 |

Note

1Thủ môn giữ sạch lưới 1 trận ở vòng play-off.

2Thủ môn giữ sạch lưới 2 trận ở vòng play-off.